# Святая Анна (галера, 1711)
«Святая Анна» — полугалера Балтийского флота Российской империи, одна из полугалер одноимённого типа, участник Северной войны.

## Описание галеры
20-баночная полугалера с деревянным корпусом, одна из трёх галер одноимённого типа. Артиллерийское вооружение полугалеры составляли из 2 орудия, включавшие одну 12-фунтовую и две 6-фунтовых пушки. В качестве основного движителя судна использовалось 20 пар вёсел, также полугалера была оборудована вспомогательным косым парусным вооружением. Экипаж полугалеры состоял из 250 человек.

## История службы
Полугалера «Святая Анна» была заложена на стапеле Выборгской верфи в 1710 году и после спуска на воду в следующем 1711 году вошла в состав Балтийского флота России. Строительство вёл кораблестроитель Ю. А. Русинов.
Принимала участие в Северной войне.

### Комментарии
1. ↑  Всего в рамках серии было построено 3 галеры: «Святая Анна» (головное судно проекта), «Святой Александр» и «Святой Фёдор Стратилат»[1].
2. ↑  Или 20 банок[2].